# Leví
|  | Aquest article tracta sobre el personatge bíblic. Vegeu-ne altres significats a «Leví (desambiguació)». |

Segons el llibre del Gènesi, Leví (en hebreu לֵוִי בן-יַעֲקֹב Lēwî ben Yahăqōb) va ser el tercer fill del patriarca Jacob i de la seva primera esposa Lia, filla de Laban. Els seus descendents serien els encarregats de guardar l'Arca de l'Aliança i serien coneguts com a levites. Degut a aquest règim especial de casta sacerdotal, no serien considerats una tribu d'Israel.
Leví va néixer a Aram-Naharaim (Mesopotàmia), durant els anys que el seu pare Jacob va estar vivint a casa del seu oncle Laban. Després d'unes discussions familiars, Jacob va ordenar als seus fills marxar d'aquell país i retornar a Canaan.
Van instal·lar-se prop de la ciutat de Siquem fins que el príncep hivita Siquem va raptar i violar la seva germana Dina. A continuació, el pare de Siquem anà a trobar Jacob i li demanà la mà de la filla per al jove príncep i es va oferir a donar les seves filles als fills de Jacob, a fi d'unir-se en un sol poble. Els israelites els van dir que no podien donar les seves dones a persones incircumcises. Així, tota la població es circumcidà. Dos dies més tard, però, Leví i el seu germà Simeó, van entrar a la ciutat i van matar tots els homes, la van saquejar i es van apropiar dels seus ramats i de les seves dones i fills. Tot seguit, tota la família de Jacob va abandonar aquell lloc per evitar el conflicte. La família va retornar per fi a Hebron, on Leví pogué conèixer el seu avi Isaac.
Leví es casà amb Milcà (segons el Llibre dels Jubileus) i va tenir tres fills i una filla:
- Guerxon
- Quehat, que va néixer quan Leví comptava 35 anys.
- Merarí

Un dia, juntament amb els seus germans envejosos de Josep, el van vendre a un mercader d'esclaus ismaelita que anava a Egipte i van dir al seu pare que havia estat mort per una fera. Quan arribaren temps de sequera, baixà amb els seus germans a Egipte per comprar aliments. Allà es toparen amb el regent del país, qui els confessà que era el seu germà Josep, i els perdonà a tots. Aleshores la família s'instal·là a Egipte.
Allà, Leví va tenir una filla:
- Joquèbed, mare del profeta Moisès i del Summe Sacerdot Aaron.

## Descendència
|  |  |  |  |       |       |       |       |       |       |  |  |       |       |         |         | Leví    | Leví    | Leví    | Leví    | Leví   | Leví   |        |        |        |        |        |        | Melxa  | Melxa  | Melxa  | Melxa  | Melxa  | Melxa  |        |        |       |       |       |       |       |       |  |  |  |  |  |  |  |  |  |  |  |  |  |  |
|  |  |  |  |       |       |       |       |       |       |  |  |       |       |         |         | Leví    | Leví    | Leví    | Leví    | Leví   | Leví   |        |        |        |        |        |        | Melxa  | Melxa  | Melxa  | Melxa  | Melxa  | Melxa  |        |        |       |       |       |       |       |       |  |  |  |  |  |  |  |  |  |  |  |  |  |  |
|  |  |  |  |       |       |       |       |       |       |  |  |       |       |         |         |         |         |         |         |        |        |        |        |        |        |        |        |        |        |        |        |        |        |        |        |       |       |       |       |       |       |  |  |  |  |  |  |  |  |  |  |  |  |  |  |
|  |  |  |  |       |       |       |       |       |       |  |  |       |       |         |         |         |         |         |         |        |        |        |        |        |        |        |        |        |        |        |        |        |        |        |        |       |       |       |       |       |       |  |  |  |  |  |  |  |  |  |  |  |  |  |  |
|  |  |  |  |       |       |       |       |       |       |  |  |       |       |         |         |         |         |         |         |        |        |        |        |        |        |        |        |        |        |        |        |        |        |        |        |       |       |       |       |       |       |  |  |  |  |  |  |  |  |  |  |  |  |  |  |
|  |  |  |  |       |       |       |       |       |       |  |  |       |       | Guerxon | Guerxon | Guerxon | Guerxon | Guerxon | Guerxon |        |        | Quehat | Quehat | Quehat | Quehat | Quehat | Quehat |        |        | Merarí | Merarí | Merarí | Merarí | Merarí | Merarí |       |       |       |       |       |       |  |  |  |  |  |  |  |  |  |  |  |  |  |  |
|  |  |  |  |       |       |       |       |       |       |  |  |       |       | Guerxon | Guerxon | Guerxon | Guerxon | Guerxon | Guerxon |        |        | Quehat | Quehat | Quehat | Quehat | Quehat | Quehat |        |        | Merarí | Merarí | Merarí | Merarí | Merarí | Merarí |       |       |       |       |       |       |  |  |  |  |  |  |  |  |  |  |  |  |  |  |
|  |  |  |  |       |       |       |       |       |       |  |  |       |       |         |         |         |         |         |         |        |        |        |        |        |        |        |        |        |        |        |        |        |        |        |        |       |       |       |       |       |       |  |  |  |  |  |  |  |  |  |  |  |  |  |  |
|  |  |  |  |       |       |       |       |       |       |  |  |       |       |         |         |         |         |         |         |        |        |        |        |        |        |        |        |        |        |        |        |        |        |        |        |       |       |       |       |       |       |  |  |  |  |  |  |  |  |  |  |  |  |  |  |
|  |  |  |  |       |       |       |       |       |       |  |  | Amram | Amram | Amram   | Amram   | Amram   | Amram   |         |         | Izhar  | Izhar  | Izhar  | Izhar  | Izhar  | Izhar  |        |        | Hebron | Hebron | Hebron | Hebron | Hebron | Hebron |        |        | Uziel | Uziel | Uziel | Uziel | Uziel | Uziel |  |  |  |  |  |  |  |  |  |  |  |  |  |  |
|  |  |  |  |       |       |       |       |       |       |  |  | Amram | Amram | Amram   | Amram   | Amram   | Amram   |         |         | Izhar  | Izhar  | Izhar  | Izhar  | Izhar  | Izhar  |        |        | Hebron | Hebron | Hebron | Hebron | Hebron | Hebron |        |        | Uziel | Uziel | Uziel | Uziel | Uziel | Uziel |  |  |  |  |  |  |  |  |  |  |  |  |  |  |
|  |  |  |  |       |       |       |       |       |       |  |  |       |       |         |         |         |         |         |         |        |        |        |        |        |        |        |        |        |        |        |        |        |        |        |        |       |       |       |       |       |       |  |  |  |  |  |  |  |  |  |  |  |  |  |  |
|  |  |  |  |       |       |       |       |       |       |  |  |       |       |         |         |         |         |         |         |        |        |        |        |        |        |        |        |        |        |        |        |        |        |        |        |       |       |       |       |       |       |  |  |  |  |  |  |  |  |  |  |  |  |  |  |
|  |  |  |  | Maria | Maria | Maria | Maria | Maria | Maria |  |  | Aarón | Aarón | Aarón   | Aarón   | Aarón   | Aarón   |         |         | Moisès | Moisès | Moisès | Moisès | Moisès | Moisès |        |        |        |        |        |        |        |        |        |        |       |       |       |       |       |       |  |  |  |  |  |  |  |  |  |  |  |  |  |  |